# دنيا (فلم 2005)

## الأحداث
دنيا تدرس الشعر الصوفي والرقص الشرقي في القاهرة، تبحث عن ذاتها وتتمنى أن تصبح راقصة محترفة، وأثناء مسابقة للرقص تلتقي بالدكتور بشير وهو كاتب ومفكر صوفي مشهور وجذاب إلى أقصى الحدود، تنشأ بينهما قصة حب ولكن عليها أن تواجه التقاليد التي دمرت قدرتها على الاستمتاع لتحرر جسدها وترقص بروحها.

## الشخصيات
- حنان ترك : دنيا
- محمد منير : دكتور بشير
- سوسن بدر : أروى
- عايدة رياض : عنايات
- فتحي عبد الوهاب : ممدوح
- خالد الصاوي : حازم
- وليد عوني
- محمد علي رزق

## وصلات
صفحة الفيلم علي ايجيفيلم
صفحة الفيلم علي فيلفان

## روابط خارجية
- مقالات تستعمل روابط فنية بلا صلة مع ويكي بيانات